# Savage 2: A Tortured Soul
Savage 2: A Tortured Soul (укр. Змучена душа) — комп'ютерна гра в жанрі фентезі та наукової фантастики, що поєднує в собі елементи шутеру від першої особи, стратегії в реальному часі і action RPG. Savage 2 — сіквел Savage: The Battle for Newerth — була офіційно випущена 16 січня 2008 року, а майже через рік, 9 грудня 2008, S2 Games анонсували, що гра тепер офіційно безкоштовна, з можливістю покупки платних акаунтів, що розширюють можливості гравців.

## Ігровий процес
Гра Savage 2 поєднує в собі RTS, FPS і RPG жанри. В грі є 2 команди (Люди та Звірі), що борються один проти одного на великому ігровому полі. Для перемоги в бою потрібно знищити командний центр противника. В основному гра являє собою стратегію в реальному часі, в якій гравець може вибирати свого командира, будувати будівлі, управляти військом. В кожній команді існують юніти, якими управляють гравці. Під час відродження юніта гравець може вибрати іншого. Юніти мають різні класи та можливості. Також юніти під час боїв отримують бали досвіду, які можна потратити на покращення їхніх можливостей (сила, інтелект, спритність, витривалість). Саме цим гра дещо схожа на 3D-шутер та RPG.
Основним ресурсом гри є золото, яке гравці отримують не тільки після закінчення бою, а й за зруйновані будівлі та противників.
Також гравці можуть створювати свої сценарії, події та інші речі, схожі на Warcraft III.